# Llegítima
La llegítima, en dret de successions, és la proporció de l'herència de la qual el causant no pot disposar lliurement perquè la llei l'assigna als seus familiars de línia directa.

## La llegítima i la llibertat de testar
Quan es tracta de la successió forçosa i de les llegítimes i reserves, en els sectors de la filosofia jurídica i de l'elaboració legislativa es discuteix àmpliament sobre la conveniència d'adoptar un sistema successori de restricció absoluta de disposar per causa de mort (successió forçosa), un sistema d'absoluta llibertat de testar o un sistema de relativa llibertat de testar; és a dir, sistemes amb el fre de la llegítima o amb el límit de la reserva. La qüestió de fons és l'admissió o no de la llibertat civil, una qüestió que ha estat objecte d'una profunda polèmica en la doctrina i en els parlaments i que ha generat molta literatura jurídica. En realitat, la institució jurídica de la llegítima i fins i tot la de la reserva pressuposen que la qüestió de la llibertat testamentària ja està resolta en sentit favorable, més àmpliament o menys. Cal limitar-se, doncs, a comprovar el fonament de la llegítima com a portio debita i de la reserva com a pars reservata.
És indubtable que el fonament de la llegítima rau en els motius que van provocar en el dret romà la querella inofficiosi testamenti, de la qual deriva històricament la llegítima. Aquests motius es basen en la idea del officium pietatis (Instituta, 11.18.pr.; Digesta [D.], 5.2.2; Novellae Iustiniani 18.3 i 18.1, paràgraf segon), és a dir, del deure d'assistència mútua que la sang i l'afecte imposen entre els familiars, del qual deriva una obligació d'aliments i, després de la mort, l'obligació de disposar a favor de determinats familiars d'alguns béns hereditaris.
Aquests deures de caràcter moral o ètic van ser elevats per la llei a la categoria d'obligacions jurídiques. En conseqüència, no és aplicable a la llegítima de tipus romà la justificació derivada de la copropietat familiar sota la idea dels hereus sui iuris, ja que, a banda del fet que només justificaria la llegítima dels descendents, únicament serviria per a fonamentar un sistema de successió forçosa total o, fins i tot, un tipus successori de reserva germànica. Aquesta, en rigor, va ser el producte d'una combinació dels règims de successió forçosa i de llibertat de testar, com una transacció entre ells, que consistia a dividir l'herència en dues parts de destinació diferent: l'una de lliure disposició i l'altra atribuïda per ministeri de la llei i directament als familiars més pròxims. En canvi, la mateixa llegítima no constitueix cap producte transaccional o mixt, sinó que senzillament és un sistema de llibertat de testar, per bé que racionalitzat amb el fre de la llegítima.

## Sistemes legitimaris actuals
Els sistemes legitimaris són aquells que estan compresos entre el sistema successori de successió forçosa (essent difícil trobar-ne exemples normatius en l'actualitat) i el sistema successori de llibertat absoluta de testar, de vegades amb una llegítima formal (exheredatio) o fictícia. Sistemes successoris que ratifiquen aquesta llibertat serien els del Regne Unit, el Canadà, els Estats Units d'Amèrica —llevat de Louisiana—, Mèxic, Costa Rica, Hondures i Panamà, i també el de Navarra i el de la Terra d'Aiara, del País Basc).
Per contra, la majoria de legislacions ordenen un sistema de llegítimes en sentit ampli, és a dir, com una part alíquota de l'herència de la qual el testador ha de disposar a favor dels legitimaris (llegítima o portio debita) o que és indisponible perquè està reservada per la llei als legitimaris (reserva o pars reservata) i una altra part lliure i totalment disponible.
En general, la llegítima pot adoptar alguna de les configuracions descrites a continuació.

### Llegítima com apars hereditatis
La llegítima com a pars hereditatis respon a la tècnica de reserva, i comporta que els legitimaris o els reservataris la fan seva in natura, és a dir, amb els mateixos béns hereditaris i sense cap intervenció ni intromissió del causant en ordenar la seva successió, que només pot disposar de la resta de l'herència. No deixa de ser una llegítima, malgrat que de caràcter rígid, perquè el trànsit successori de la porció reservada, que generalment constitueix una àmplia quota alíquota hereditària, s'efectua en bloc i d'una manera automàtica. Les legislacions de França, Itàlia i Suïssa segueixen amb força puresa aquesta concepció.

### Llegítima com apars bonorum
La llegítima com a pars bonorum significa essencialment, d'una banda, que la llegítima és una porció dels béns de l'herència, una part alíquota que confereix als legitimaris la condició de partícips de la comunitat hereditària i, per tant, de persones interessades en la partició de l'herència (fet que la diferencia de la llegítima pars valoris bonorum i de la llegítima pars valoris); d'altra banda, és una portio debita, és a dir, la porció de la qual el causant només pot disposar a favor dels legitimaris (fet que la diferencia de la llegítima pars reservata). Aquesta concepció és la pròpia del dret romà clàssic i justinianeu, i també de les legislacions espanyoles (llevat de les de Catalunya, Eivissa i Formentera, Navarra i Aiara). Per tant, és la concepció del Codi civil espanyol (CC), malgrat que Illa d'Eivissa|en el règim legitimari d'aquest text legal es permeten algunes desviacions, especialment en els casos en què es pot pagar la llegítima amb diners, encara que siguin extrahereditaris (principalment, per mitjà de les normes contingudes en els articles del 841 al 847 del CC).

### Llegítima com apars valoris bonorum
La llegítima com a pars valoris bonorum està configurada com a atribució als legitimaris del dret de percebre una fracció o quota del valor del patrimoni relicte que els hereus, els marmessors o una altra persona facultada poden optar per satisfer amb diners, fins i tot no hereditaris, o amb béns de l'herència. Aquest sistema era el vigent a Catalunya fins a l'aprovació de la Llei 8/1990, del 9 d'abril, de modificació de la regulació de la llegítima, i és el sistema de les illes d'Eivissa i Formentera. Amb relació a l'article 15 de la Llei hipotecària (LH), correspon als legitimaris l'acció real per a reclamar la llegítima, ja que hi ha una afecció real sobre tots els béns de l'herència per a garantir-ne el pagament.

### Llegítima com apars valoris
La llegítima com a pars valoris fa referència al cas en què els legitimaris només adquireixen un dret personal sobre l'herència quant al valor que els correspon. Aquesta configuració és la pròpia del dret alemany (§ 2317 del Bürgerliches Gesetzbuch [BGB], Codi civil alemany), que coincideix essencialment amb la legislació austríaca. Amb aquesta darrera forma s'estructura també la llegítima a Catalunya després de la Llei 8/1990, si bé els hereus o les persones obligades al pagament tenen l'opció de fer-ho amb diners o amb béns de l'herència. Aquesta mateixa regulació s'inclou en el derogat Codi de successions (CS) i és la present en el dret civil català vigent (art. 451-1 i s. Codi civil de Catalunya [CCCat]).

## La llegítima a Catalunya

### Bases normatives actuals
Les bases normatives actuals de la llegítima a Catalunya són fonamentalment les següents:
a) L'article 451-1 del CCCat, segons el qual la llegítima confereix per imperatiu legal a determinades persones el dret d'obtenir en la successió del causant un valor patrimonial que el mateix causant els pot atribuir a títol d'institució hereditària, llegat, atribució particular o donació, o de qualsevol altra manera.
b) L'article 451-10.1 del CCCat, que estableix que la institució d'hereu, el llegat, l'atribució particular en pacte successori i les donacions imputables a la llegítima no priven els afavorits de llur qualitat de legitimaris. Això significa que els legitimaris que siguin hereus, legataris, donataris o assignataris conserven llur posició jurídica de legitimaris i tots llurs drets i accions.
c) L'article 451-15 del CCCat, que estableix el següent: «1. L'hereu respon personalment del pagament de la llegítima i, si escau, del suplement d'aquesta. 2. El legitimari pot demanar l'anotació preventiva de la demanda de reclamació de la llegítima i, si escau, del suplement en el Registre de la Propietat. 3. Si la llegítima s'atribueix per mitjà d'un llegat de béns immobles o d'una quantitat determinada de diners, el legitimari també pot demanar, si escau, l'anotació preventiva del llegat. El llegat simple de llegítima no té a aquest efecte la consideració de llegat de quantitat i no dona lloc, per ell mateix, a cap assentament en el Registre de la Propietat».

### Elements personals de la llegítima
Els elements personals de la llegítima, segons els articles 451-3 i 451-4, en relació amb l'article 451-6, són els següents:
a) Són legitimaris tots els fills del causant per parts iguals.
b) Si el causant no té descendents que l'hagin sobreviscut, són legitimaris els progenitors. La quantia de la llegítima és la quarta part de la quantitat base que resulta d'aplicar les regles de l'article 451-5 del CCCat. Per a determinar l'import de les llegítimes individuals, fan nombre el legitimari que sigui hereu, el que hi ha renunciat, el desheretat justament i el declarat indigne de succeir. No fan nombre el premort i l'absent, llevat que siguin representats per llurs descendents (art. 451-6 CCCat).